# Ónfalva
Ónfalva (avagy Onyest, románul: Onești, ukránul: Онешті, Onestyi) város Bákó megyében, Moldvában, Romániában.

## Fekvése
A Keleti-Kárpátok keleti lábánál, az Ojtoz, a Tatros, a Kászon és a Tázló folyók találkozásánál található, 55 km-re délnyugatra a megyeszékhelytől, Bákótól. 

## Történelem
Ónfalvát a 15. század óta említik a történeti források. Első írásos említése 1458-ból való.
1956-ban városi rangot kapott, és 1965-től Gheorghe Gheorghiu-Dej román kommunista politikusról nevezték el. A romániai rendszerváltást követően 1996-ban visszakapta régi nevét. 1968-ban municípiumi rangot kapott.
A városban az új lakónegyedeket szép parkok, közterek övezik.
Üzemei közül kiemelkedő fontosságú a vegyiművek, a petrolkémiai üzemkomplexum és a műgumigyár. Jelentős az elektromos centrálé is.

## Lakosság
Etnikai szempontból a lakosság összetétele, a 2002-es népszámlálási adatok alapján:
- Román: 50 519 (98,25%)
- Roma: 545 (1,05%)
- Magyar: 206 (0,40%)
- Más: 0,30%

## Nevezetességek
- Történeti Múzeum (Muzeul de istorie): a város építkezéseikor előkerült régészeti leletek láthatók itt.

## A város hírességei
- Nadia Comăneci
- Georgeta Gabor
- Vasile Valeanu
- Loredana Groza
- Alexandra Nichita
- Teodora Enache
- Alexandra Ungureanu
- Dorin Speranția
- Radu Rosetti
- Diana Chelaru

## Képek

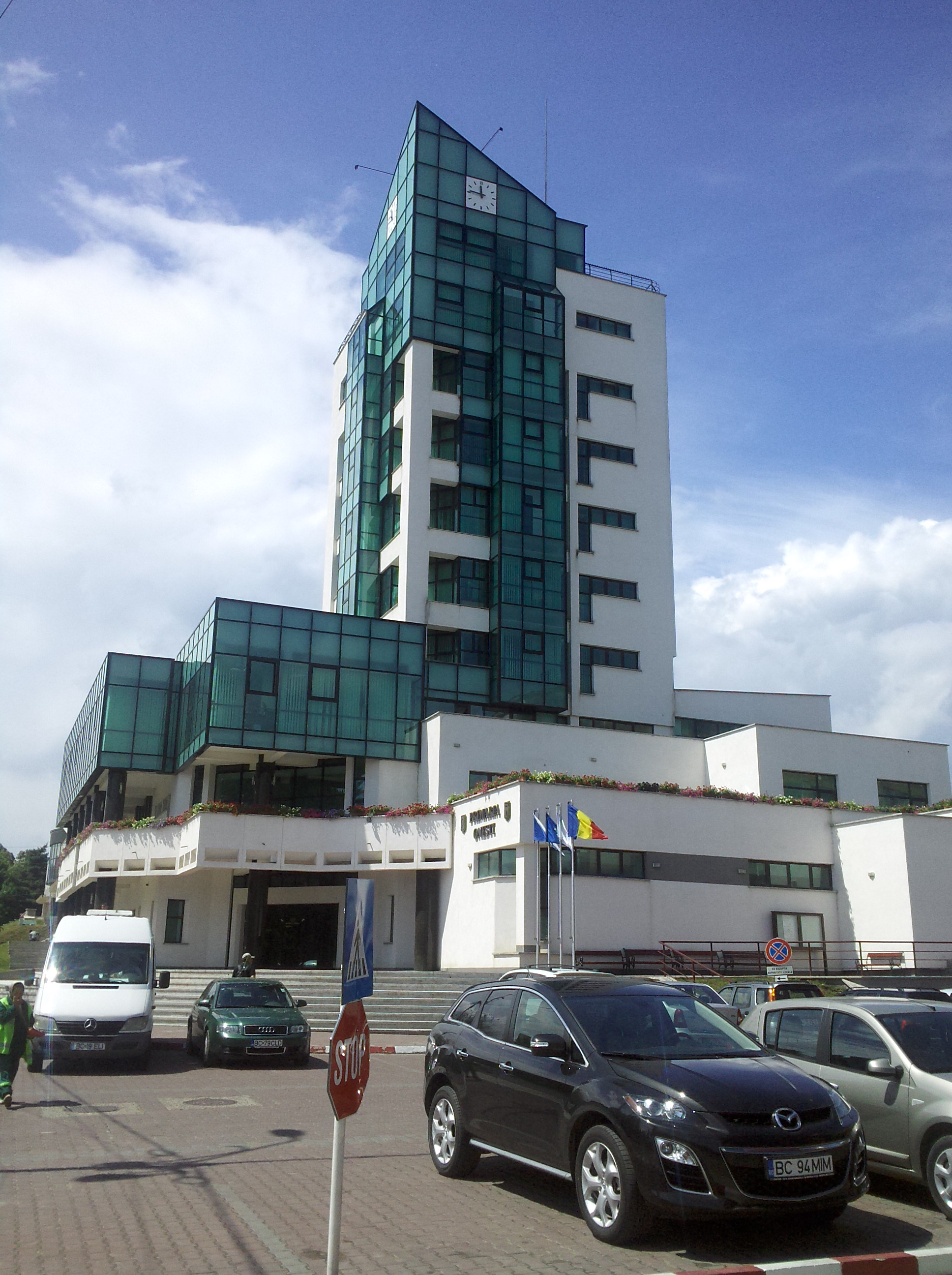
A városháza
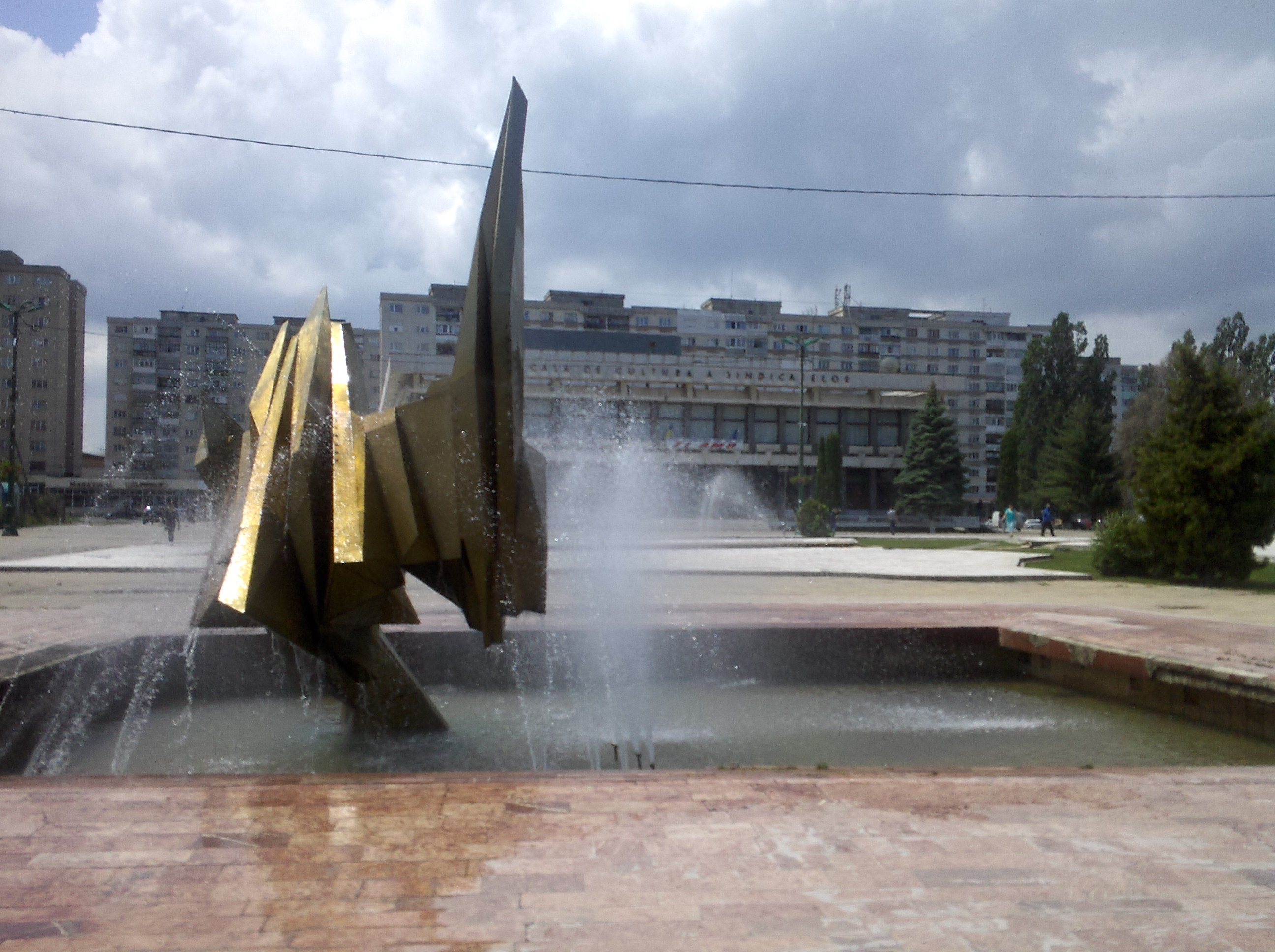
Szökőkút
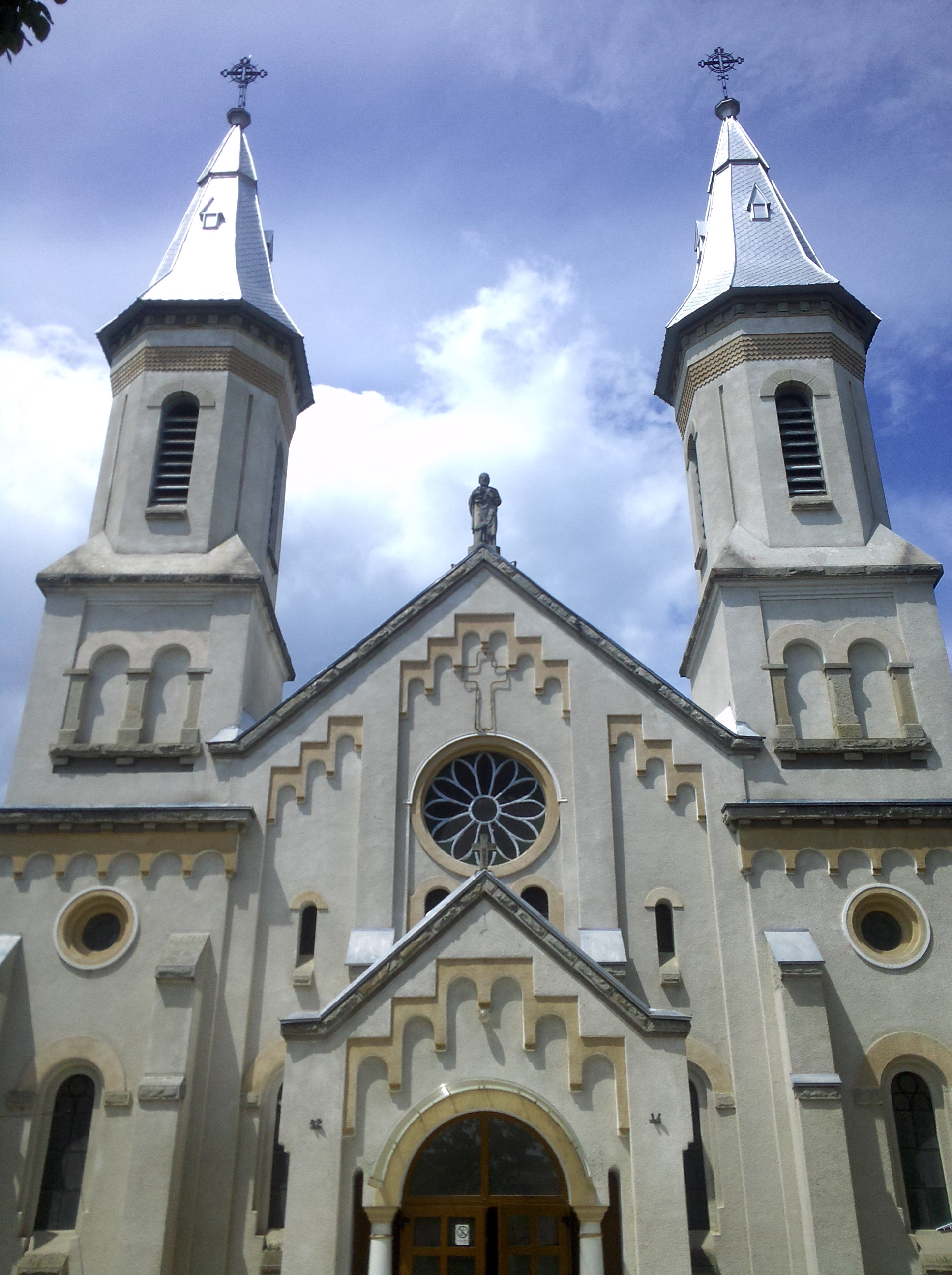
Katolikus templom